# Hermann Wagner (Schauspieler)
Hermann Richard Wagner (* 24. April 1913 in Essen; † 16. November 1999 in Berlin-Tempelhof) war ein deutscher Schauspieler und Synchronsprecher.

## Leben und Werk
Nach Beendigung der Schulzeit am Burggymnasium in Essen absolvierte er das Abitur. Darauf folgte die Folkwangschule in seiner Heimatstadt. Wagner studierte anschließend Theaterwissenschaften, Publizistik und Psychologie. Es folgten Theaterengagements.
Nach drei Auftritten in recht unbekannten Filmen Ende der 1930er Jahre arbeitete Wagner nach einer sehr langen, kriegsbedingten Pause ab 1954 ausschließlich fürs Fernsehen. Hier war er auf den Typus des teils gestrengen, teils verständnisvollen Lehrers oder Arztes festgelegt. Seine größten Rollen hatte er in den Jugendserien Unser Pauker und Till, der Junge von nebenan Mitte der 1960er Jahre. Insgesamt kam er auf 15 Film- und Fernseharbeiten.
Umfangreicher war sein Synchronschaffen. Hermann Wagner war von 1959 bis 1994 oft in Filmen zu hören, unter anderem für Charles Ruggles in Ärger im Paradies, Nigel Bruce in Ein Mann mit Fantasie, Romolo Valli in Brandung, als Vikar in Mord im Spiegel und als Verdächtiger im Kultkrimi Der Schatten des dünnen Mannes. Außerdem sprach er in Zulu für Patrick Magee. Regelmäßig war Wagner auch in Serienepisoden zu hören, so in Matlock, Mord ist ihr Hobby, Raumschiff Enterprise, Ducktales, Hart aber herzlich oder Perry Mason.
Hermann Wagner war als Sprecher in Hörspielen schon ab 1950 beim RIAS und ab 1957 beim Sender Freies Berlin aktiv; im RIAS wirkte er auch regelmäßig bei den populären (und später auch im Deutschlandfunk Kultur wiederholten) Serien Es geschah in Berlin, Pension Spreewitz und Damals war's mit. Ab Mitte der 1970er-Jahre verstärkte er seine Arbeit in Berliner Hörspielstudios durch kommerzielle Hörspiele, vor allem beim Label Kiosk. Neben Auftritten bei Bibi Blocksberg bleibt seine Mitarbeit bei Benjamin Blümchen in Erinnerung. Fast zwanzig Jahre lang sprach er den Zoodirektor Tierlieb – eine Rolle, die er auch in der gleichnamigen Zeichentrickserie um den sprechenden Elefanten ausfüllte.
Wagner zog sich 1995 aus dem Berufsleben zurück und verstarb am 16. November 1999 im Alter von 86 Jahren in Berlin.

## Filmografie
- 1938: Verwehte Spuren
- 1939: Das Lied der Wüste
- 1939: Die verzauberte Prinzessin
- 1954: Sie kommen immer in der Nacht (TV)
- 1954: Zwischenfall im Roxy (TV)
- 1954: Das Mädchen im Brokatmantel (TV)
- 1958: Der Widerspenstigen Zähmung (TV)
- 1963: Der Beste (TV)
- 1965: Unser Pauker, 6 Folgen (TV)
- 1967: Till, der Junge von nebenan, 9 Folgen (TV)
- 1968: Sein Traum vom Grand Prix, 1 Folge (TV)
- 1980: Neues aus Uhlenbusch, 1 Folge (TV)

## Hörspiele (Auswahl)
- 1947: Alfred Prugel: Ich bin eine Stimme in dem Gesang des Lebens. Hörszene um Guy de Maupassant – Regie: Günter Siebert (RB)
- 1959: Friedrich von Schiller: Wilhelm Tell (Konrad Hunn) – Regie: Hans Conrad Fischer (SFB)
- 1962: Thierry: Pension Spreewitz (Meisterkoch Basch, die verunglückte Torte, Folge 114, Erstsendung 9. Juni 1962) – Regie: Ivo Veit (RIAS Berlin)
- 1978: Peter Lustig und Elfie Donnelly: Tam Tam ganz gross (1) & (2) - Das Charlottenburger Schlossgespenst – Regie: Ulrich Herzog (Kinderhörspiel – SFB)
- 1987: Franz S. Sklenitzka: Der Monsterjäger (2 Teile) – Regie: Ulrich Herzog (SFB)